# Arnd Meier
Arnd Meier (* 1. März 1973 in Hannover) ist ein ehemaliger deutscher Automobilrennfahrer. Bekannt wurde er durch sein zweijähriges Engagement in der amerikanischen Champ-Car-Serie.

## Karriere
Arnd Meier begann seine Karriere 1984 im Kartsport, den er bis 1990 betrieb. Die deutsche Formel-3-Meisterschaft beendete er 1996 als Zweiter im Gesamtklassement hinter Jarno Trulli, allerdings vor seinem Teamkollegen Nick Heidfeld. 1997 wechselte er in die amerikanische CART-World Series zum Team Project Indy. In seinem ersten Rennen in Australien erregte er Aufmerksamkeit, als er als Folge der Boxenstrategie seines Teams zwei Runden lang das Feld anführte. Da sein Rennstall allerdings – als einziger im Starterfeld – einen Wagen einsetzte, der auf einem technisch unterlegenen Lola-Chassis basierte, war Meier nicht in der Lage, gute Resultate zu erreichen. Insgesamt nahm Arnd Meier in der Champ-Car Serie an 29 Rennen teil. Sein bestes Resultat war ein 10. Platz 1998 auf dem Road-America-Kurs in Elkhart Lake, Wisconsin.
1999 kehrte Meier nach Europa zurück, fuhr in der Formel 3000 und nahm an Tourenwagenrennen teil. 2004 gewann er mit René Wolff die BFGoodrich Langstreckenmeisterschaft in einem BMW 318i. Seit dem Ende seiner Laufbahn als Rennfahrer arbeitet Meier als Ingenieur in der Automobilindustrie.

## Statistik
- 1984 erste Kart Rennen
- 1986 ADAC Kart Meister der Kadetten
- 1988 ADAC Kart Meisterschaft der Junioren, 3. Platz
- 1989 Deutscher Kart Meister der Junioren & ADAC Kart Meister der Junioren & Kart-Junioren-Weltmeisterschaft, 10. Platz
- 1990 Deutscher ONS Kart Meister A-100
- 1991 Deutsche ONS Kart Meisterschaft, 3. Platz & ADAC Formel Junior Meisterschaft, 3. Platz
- 1992 Deutscher Formel Renault Cup, 10. Platz
- 1993 Deutscher Formel Renault Cup Meister
- 1994 Deutscher Formel 3 B-Cup Meister
- 1995 Deutsche Formel 3 Meisterschaft, 9. Platz
- 1996 Deutscher Formel 3 Meisterschaft, 2. Platz & Int. Formel 3 Grand Prix von Monte Carlo, 3. Platz
- 1997 Sieger beim Daytona 24-Stunden-Rennen, GT1-Klasse & CART World Championship mit Project Indy, beste Platzierung Michigan US 500, 12. Platz
- 1998 CART World Championship mit Davis Racing, beste Platzierung Elkhart Lake, 10. Platz
- 1999 STW Meisterschaft mit Phoenix Racing, 9. Gesamtplatz
- 2002 ADAC Niedersachsenkartmeister, ICA 100 sen.
- 2003 2. Platz beim 24. Stundenrennen vom Nürburgring in der Klasse V2 – Gesamt 42. Platz
- 2004 VLN Langstreckenmeister am Nürburgring
- 2005 Diverse Klassensiege in der VLN Langstreckenmeisterschaft & 10. Platz beim 24. Std. Rennen vom Nürburgring mit Dörr Motorsport auf einem BMW Z4 GT3
- 2015 DMV BMW Challenge Meister
- 2016 Vizemeister Cayman GT4 Trophy im Rahmen der VLN Meisterschaft & DMV BMW Challenge Meister
- 2024 DMV BMW Challenge Meister - Klasse GTR2